# 56. Infanterie-Division (Deutsches Kaiserreich)
Die 56. Infanterie-Division war ein Großverband der Preußischen Armee im Ersten Weltkrieg.

## Geschichte
Die Division wurde am 1. März 1915 gebildet und zunächst an der Westfront eingesetzt. Dort jedoch nach kurzer Zeit wieder herausgelöst und an die Ostfront verlegt, wo sie bis Ende Juni 1915 verblieb. Anschließend trat sie wieder an der Westfront an. Nach Kriegsende kehrte die Division in die Heimat zurück, wo sie im Januar 1919 demobilisiert und anschließend aufgelöst wurde.

### Gefechtskalender

#### 1915
- 06. bis 25. März – Reserve der OHL
- 25. März bis 3. Mai – Stellungskämpfe in der Champagne
- 03. bis 8. Mai – Transport nach Osten
- 09. bis 13. Mai – Reserve der 11. Armee
- 13. bis 23. Mai – Verfolgungskämpfe nach der Schlacht von Gorlice-Tarnów, Übergang über den San
- 27. Mai bis 4. Juni – Kämpfe am Brückenkopf von Jaroslau
- 12. bis 15. Juni – Durchbruchschlacht von Lubaczów
- 17. bis 22. Juni – Schlacht bei Lemberg
- 22. bis 23. Juni – Verfolgungskämpfe an der galizisch-polnischen Grenze
- 23. bis 28. Juni – Reserve der 11. Armee
- 28. Juni bis 4. Juli – Transport nach Westen
- 05. bis 25. Juli – Reserve der OHL bei der 2. Armee
- 25. Juli bis 25. September – Reserve der OHL bei der Armeeabteilung Falkenhausen
- 25. September bis 3. November – Herbstschlacht in der Champagne
- 04. November bis 31. Dezember – Stellungskämpfe in der Champagne

#### 1916
- 01. Januar bis 26. April – Stellungskämpfe in der Champagne
  - 9. Januar – östlich Maisons de Champagne-Ferme
- 26. April bis 26. Mai – Reserve der OHL bei der 3. Armee
- 26. Mai bis 13. Juli – Schlacht um Verdun
  - 26. bis 29. Mai – Kämpfe um den Toten Mann
  - 29. Mai bis 13. Juli – Stellungskämpfe auf dem Toten Mann
- 21. Juli bis 23. August – Stellungskämpfe in Flandern und Artois
- 24. August bis 9. September – Schlacht an der Somme
- 12. September bis 31. Oktober – Stellungskämpfe in der Champagne
- 01. bis 13. November – Reserve der Heeresgruppe „Kronprinz Rupprecht“
- 13. bis 26. November – Schlacht an der Somme
- ab 27. November – Stellungskämpfe an der Somme

#### 1917
- bis 15. März – Stellungskämpfe an der Somme
- 16. bis 23. März – Kämpfe vor der Siegfriedfront
- 24. März bis 1. April – Stellungskämpfe in Flandern und Artois
- 02. April bis 20. Mai – Schlacht bei Arras
- 21. Mai bis 6. Juli – Stellungskämpfe in Flandern und Artois
- 10. Juli bis 13. August – Stellungskämpfe in den Argonnen
- 13. August bis 9. Oktober – Abwehrschlacht bei Verdun
- ab 9. Oktober – Stellungskämpfe vor Verdun

#### 1918
- bis 16. April – Stellungskämpfe vor Verdun
- 20. bis 29. April – Schlacht um den Kemmel
- 20. April bis 27. September – Stellungskrieg in Flandern
  - 28. August bis 4. September – Kämpfe vor der Front Ypern-La Bassée
- 28. September bis 17. Oktober – Abwehrschlacht in Flandern
- 18. bis 24. Oktober – Nachhutkämpfe zwischen Yser und Lys
- 25. Oktober bis 1. November – Schlacht an der Lys
- 02. bis 4. November – Nachhutkämpfe beiderseits der Schelde
- 05. bis 11. November – Rückzugskämpfe vor der Antwerpen-Maas-Stellung
- ab 12. November – Räumung des besetzten Gebietes und Marsch in die Heimat

## Gliederung

### Kriegsgliederung vom 6. März 1915
- 112. Infanterie-Brigade
  - Füsilier-Regiment „Prinz Heinrich von Preußen“ (Brandenburgisches) Nr. 35
  - 2. Nassauisches Infanterie-Regiment Nr. 88
  - Infanterie-Regiment „Prinz Carl“ (4. Großherzoglich Hessisches) Nr. 118
  - Radfahr-Kompanie Nr. 56
  - 4. Eskadron/Braunschweigisches Husaren-Regiment Nr. 17
- 56. Feldartillerie-Brigade
  - Feldartillerie-Regiment Nr. 111
  - Feldartillerie-Regiment Nr. 112
  - Fußartillerie-Bataillon Nr. 56
  - Pionier-Kompanie Nr. 111
  - Pionier-Kompanie Nr. 112

### Kriegsgliederung vom 19. Oktober 1918
- 112. Infanterie-Brigade
  - 2. Nassauisches Infanterie-Regiment Nr. 88
  - Infanterie-Regiment „Prinz Carl“ (4. Großherzoglich Hessisches) Nr. 118
  - Infanterie-Regiment Nr. 186
  - 4. Eskadron/Braunschweigisches Husaren-Regiment Nr. 17
- Artillerie-Kommandeur Nr. 56
  - Feldartillerie-Regiment Nr. 112
  - Fußartillerie-Bataillon Nr. 56
- Pionier-Bataillon Nr. 139
- Divisions-Nachrichten-Kommandeur Nr. 56

## Kommandeure
| Dienstgrad                   | Name                     | Datum                           |
| ---------------------------- | ------------------------ | ------------------------------- |
| Generalmajor                 | Hans Schach von Wittenau | 01. März bis 29. Juni 1915      |
| Generalleutnant              | Leo Sontag               | 30. Juni 1915 bis 17. Juni 1916 |
| Generalmajor/Generalleutnant | Carl von Wichmann        | 18. Juni 1916 bis 1. Juli 1918  |
| Generalmajor                 | Helmuth von Maltzahn     | 02. Juli 1918 bis Januar 1919   |